# جاك نيوكيرك
جاك نيوكيرك (بالإنجليزية: John V. "Scarsdale Jack" Newkirk)‏ هو طيار جوي ‏ أمريكي، ولد في 15 أكتوبر 1913 في نيويورك في الولايات المتحدة، وتوفي في 24 مارس 1942 في تشيانغ مي في تايلاند بسبب قتل في المعركة.